# Krzemienny Potok

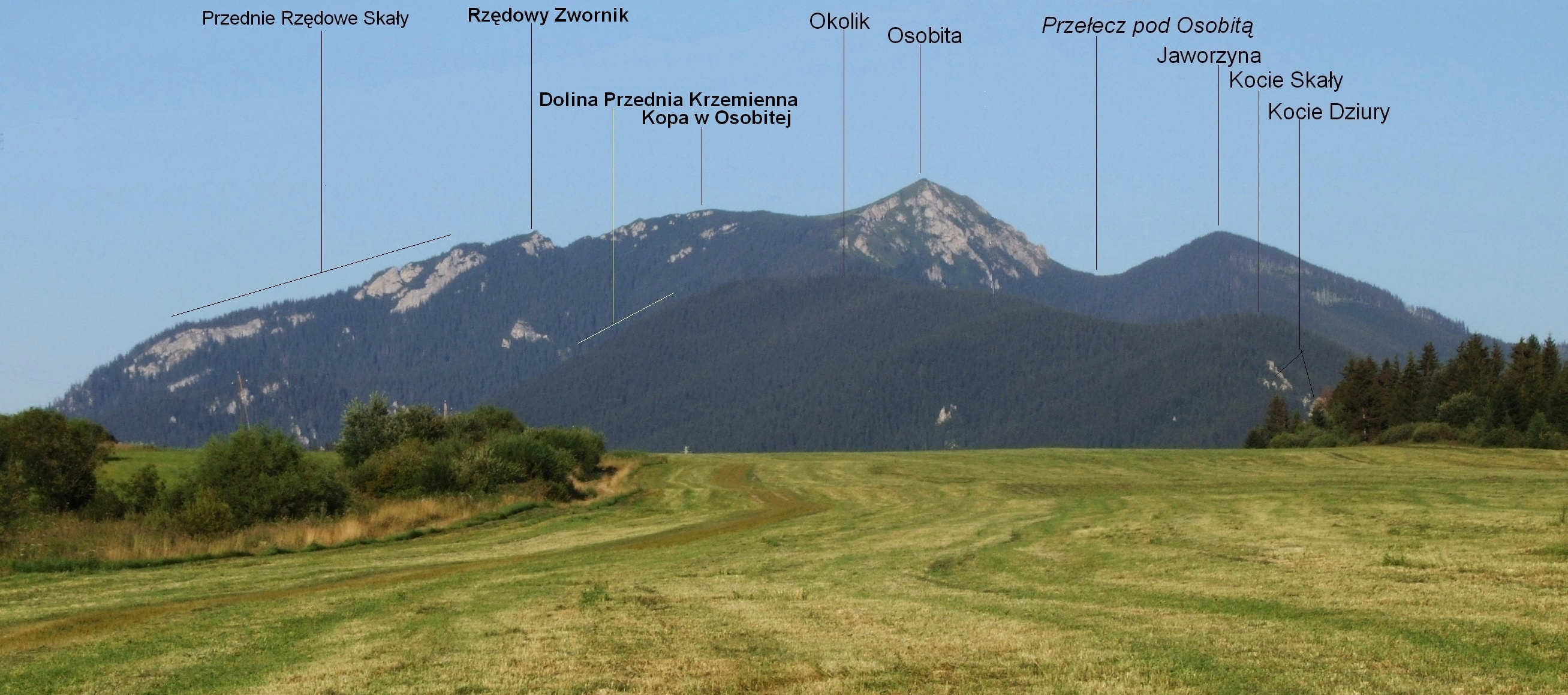
Widok z wału Między Bory

Krzemienny Potok (słow. Kremenný potok) – potok na Słowacji będący lewym dopływem Błotnego Potoku. Ma źródła na wysokości około 1450 m w masywie Osobitej w Tatrach Zachodnich. Spływa w północno-zachodnim kierunku krętą Doliną Przednią Krzemienną. Opuszczając Tatry, zmienia kierunek na północny i wpływa na Dolinę Błotną należącą do Rowu Podtatrzańskiego. Uchodzi do Błotnego Potoku po zachodniej stronie leśniczówki Błotna (horáreň Blatná), tuż przy szosie Orawice – Habówka.
Cały tatrzański odcinek Krzemiennego Potoku jest zalesiony, dopiero po opuszczeniu Tatr na krótkim, końcowym odcinku potok przepływa przez dużą łąkę w Dolinie Błotnej. Dnem doliny, wzdłuż biegu Krzemiennego Potoku prowadzi droga leśna.